# پروتوی آمبار
پروتوی آمبار بازیگر هندی می باشدکه در فیلم های کانادایی و تولو کار می نماید. آمبار کار خود را با رادیو رادیو شروع نمود. بازی او در فیلم کانادایی آره (۲۰۲۰) او را به وقار نام برد.

## حرفه
آمبار کار خودش را به نام مجری رادیو در منگلور  شروع نمود.  او در روزهای نخست کارش کارگردانی و نقش آفرینی در فیلم‌های کوتاه بسیاری عهده دار بود. آمبار با اسم آر جی ناگاراج مشهور شد. وی نخستین حضور خودش را به عنوان بازیگر در فیلم درآمد بارک در سال ۲۰۱۴ انجام داد.
در همان سال در فیلم بیلیپیل یاموناکا به همراه سونال مونتیرو به کارگردانی کی سوراج شتی به عنوان یک قهرمان به نقش آفرینی اش روی آورد. این یک موفقیت برای صنعت فیلم تولو بود. بعدها در بسیاری از فیلم های تولو و کانادا نقش آفرینی کرد.